# Floritettix phlox
Floritettix phlox — вид прямокрилих комах з родини саранових (Acrididae). Описаний у 2023 році.

## Поширення
Ендемік американського штату Флорида. Відомий лише з хребта Бомбінг-Рейндж. Ареал виду обмежується сильно вигорілим чагарниковим середовищем на цьому невеликому хребті.. Його типове місцезнаходження — полігон повітряних сил Ейвон-Рейндж в окрузі Гайлендс.

## Етимологія
Видова назва «phlox» від грецького слова, що означає «полум'я», у зв'язку з частими пожежами, які трапляються на хребті Бомбінг-Рейндж, який підтримує середовище існування виду. Крім того, термінальна і нижньощелепна області рожеві, як квіти флоксів.